# 1145年教宗選舉
1145年教宗選舉是教宗路爵二世於1145年2月15日離世後而召開的教宗選舉，選舉選出貝爾納為新教宗，取名「恩仁三世」。恩仁三世是首位來自於熙篤會的教宗。

## 背景及選舉過程
路爵二世在出任教宗期間依然要處理羅馬市民挑戰教宗世俗管治羅馬的問題。羅馬的共和派選出了對立教宗克雷二世的兄弟佐丹奴·比亞尼為羅馬元老院的元老，而佐丹奴要求路爵二世放棄世俗管治羅馬的權力。路爵二世拒絕並率領小部分軍隊進攻卡比托利歐山。不過他在進攻期間嚴重受傷並被擊敗，最後在1145年2月15日於聖大額我略堂離世。:78:451-452身在羅馬的樞機於1145年2月15日在聖切薩雷奧大殿召開選舉並於同日選出伯爾納鐸的學生及三泉隱修院院長貝爾納為新教宗，取名為「恩仁三世」。:78貝爾納有可能並非樞機。基於羅馬人對新教宗存有敵意，他的晉牧禮於1145年2月18日在法爾法修道院舉行。:453:20

## 參與選舉的樞機
1145年2月時共有約40位樞機。根據1145年發出的教宗詔書上的簽名，估計當時共有不多於34位樞機參與這次選舉。:7, 20以下是有參與選舉的34位樞機：
| 姓名                     | 領銜教區/堂區/執事區         | 冊封樞機日期   | 冊封者     | 備註                                     |
| ------------------------ | ---------------------------- | -------------- | ---------- | ---------------------------------------- |
| 科拉多·德米特里          | 薩比娜羅馬城郊教區主教       | 1113年或1114年 | 帕斯卡二世 | 樞機團團長、後來的教宗達西四世           |
| 塞德溫                   | 聖魯菲納羅馬城郊教區主教     | 約1133年       | 諾森二世   |                                          |
| 古里諾·福斯卡里          | 帕萊斯特里納羅馬城郊教區主教 | 1144年12月22日 | 路爵二世   |                                          |
| 伯多祿·巴巴拉斯基        | 阿爾巴諾羅馬城郊教區主教     | 1143年9月17日  | 諾森二世   |                                          |
| 拉涅利                   | 聖普里斯卡堂司鐸             | 1139年12月22日 | 諾森二世   |                                          |
| 額我略·德拉·蘇貝拉       | 越台伯河的聖母大殿司鐸       | 1140年3月1日   | 諾森二世   |                                          |
| 多默                     | 聖維大理聖殿司鐸             | 1140年3月1日   | 諾森二世   |                                          |
| 吉爾伯托                 | 聖馬爾谷聖殿司鐸             | 1142年3月13日  | 諾森二世   |                                          |
| 尼各老                   | 聖奇里亞科堂司鐸             | 1142年3月13日  | 諾森二世   |                                          |
| 曼弗雷                   | 聖撒比納聖殿司鐸             | 1143年12月17日 | 雷定二世   |                                          |
| 圭多·德·蘇瑪             | 大馬修斯的聖洛倫佐聖殿司鐸   | 1143年12月17日 | 雷定二世   |                                          |
| 阿利伯多                 | 聖亞納大西亞聖殿司鐸         | 1143年12月17日 | 雷定二世   |                                          |
| 烏戈·諾瓦拉              | 盧奇娜的聖老楞佐聖殿司鐸     | 1143年12月17日 | 雷定二世   |                                          |
| 朱利奧                   | 聖瑪策祿堂司鐸               | 1144年5月19日  | 路爵二世   |                                          |
| 烏巴爾多·卡紮曼尼茲      | 耶路撒冷聖十字聖殿司鐸       | 1144年5月19日  | 路爵二世   |                                          |
| 羅伯特·普倫              | 聖馬丁山上聖殿司鐸           | 1144年12月22日 | 路爵二世   | 羅馬天主教會總理                         |
| 圭多·佩拉                | 聖普正珍大殿司鐸             | 1144年12月22日 | 路爵二世   |                                          |
| 維拉諾·加塔尼            | 聖斯德望圓形堂司鐸           | 1144年12月22日 | 路爵二世   | 後來的比薩總主教                         |
| 額我略·泰基尼            | 聖色爾爵及伯古斯堂執事       | 1123年3月9日   | 嘉禮二世   | 首席助祭                                 |
| 柯冬·波尼卡斯            | 維拉布洛聖喬治聖殿執事       | 1132年3月4日   | 諾森二世   |                                          |
| 圭多·皮薩諾              | 聖葛斯默和達彌盎聖殿執事     | 1132年3月4日   | 諾森二世   |                                          |
| 奧塔維亞諾·德·蒙蒂塞利   | 卡斯洛的聖尼古拉堂執事       | 1138年2月25日  | 諾森二世   | 後來於1159年至1164年成為對立教宗維篤四世 |
| 吉多·卡斯特羅·費則羅     | （無）                       | 1139年         | 諾森二世   | 羅馬天主教會執事                         |
| 伯多祿                   | 金碧地利聖母堂執事           | 1141年9月19日  | 諾森二世   |                                          |
| 額我略                   | 波斯利亞的聖安傑洛堂執事     | 1143年12月17日 | 雷定二世   |                                          |
| 阿斯丹羅·阿布魯·阿斯丹尼 | 聖猶士坦堂執事               | 1143年12月17日 | 雷定二世   |                                          |
| 若望·卡紮文尼治          | 新聖母堂執事                 | 1143年12月17日 | 雷定二世   |                                          |
| 若望·帕帕羅尼            | 聖亞德堂執事                 | 1143年12月17日 | 雷定二世   |                                          |
| 魯道夫                   | 施德索利奧的聖盧西亞教堂執事 | 1143年12月17日 | 雷定二世   |                                          |
| 貝拉多                   | （無）                       | 1144年5月19日  | 路爵二世   | 羅馬天主教會執事                         |
| 加辛托·博波恩            | 希臘聖母堂執事               | 1144年12月22日 | 路爵二世   | 後來的教宗雷定三世                       |
| 斯色奧                   | （無）                       | 1144年12月22日 | 路爵二世   | 羅馬天主教會執事                         |
| 佐敦                     | （無）                       | 1144年12月22日 | 路爵二世   | 羅馬天主教會執事                         |
| 伯納德                   | （無）                       | 1144年12月22日 | 路爵二世   | 羅馬天主教會執事                         |

在上述34位樞機裏有13位樞機是被諾森二世冊封、10位樞機是被路爵二世冊封、9位樞機是被雷定二世冊封、1位樞機是被嘉禮二世冊封、1位樞機被帕斯卡二世冊封。

## 缺席選舉的樞機
| 姓名                 | 領銜教區/堂區              | 冊封樞機日期     | 冊封者   | 備註                                    |
| -------------------- | -------------------------- | ---------------- | -------- | --------------------------------------- |
| 博韋的阿伯里克       | 奧斯蒂亞羅馬城郊教區主教   | 1138年4月3日     | 諾森二世 | 駐法國宗座使節:18                       |
| 伊默爾               | 弗拉斯卡蒂羅馬城郊教區主教 | 1142年3月13日    | 諾森二世 | 駐英國宗座使節:44-45                    |
| 吉多·弗洛倫蒂納斯    | 聖基所恭聖殿司鐸           | 1139年           | 諾森二世 | 首席司鐸、駐倫巴底宗座使節              |
| 羅那度·德·科萊迪梅佐 | 聖瑪策林及聖伯多祿堂司鐸   | 約1139年或1141年 | 諾森二世 | 卡西諾山修道院院長（外地樞機:191-192）  |
| 烏巴爾多·阿利色古尼  | 聖巴西德聖殿司鐸           | 1138年12月16日   | 諾森二世 | 駐倫巴底宗座使節:61、後來的教宗路爵三世 |
| 烏瓦爾多希           | 聖若望及保祿堂司鐸         | 1141年12月19日   | 諾森二世 | 駐波蘭和丹麥宗座使節:55-76              |